# Pularda
Pularda, es el término que se refiere más a un procedimiento de cría de gallinas para uso gastronómico que a una variedad de gallina propiamente dicha. Tiene su origen en el francés poularde, de poule, gallina en francés antiguo, con raíz latina pulla, femenino de pullus, animal joven, pollo.

## Generalidades
La pularda o gallina pularda es muy apreciada en la alta cocina por la delicadeza de su carne rica en grasa infiltrada, lo que la hace especial para platos que requieran horneado. Sus técnicas de producción, muy cercanas a las tradicionales de antaño, con bajas densidades de carga en los lotes de animales y crecimiento prolongado en el tiempo, seis meses mínimo, garantizan una textura tierna y jugosa de la carne, sin menospreciar la considerable mejora de sus propiedades organolépticas, que satisface los más exigentes paladares. Esto se consigue con pautas de cría muy diferentes de la producción intensiva de aves, generalmente de razas superpesadas y por ello con genotipo de rapidísimo crecimiento y engorde.
Se prefieren emplear para obtener estas gallinas, razas autóctonas para producción de carne, en España, por ejemplo, se usan Pota blava y Castellana Negra, que garantizan una alta calidad del producto final.
La puesta diaria de huevos genera un gran estrés en la gallina y para esto, el animal, debe destinar gran parte de la energía metabólica de la que dispone. En el sentido más amplio, la producción de pularda consiste en evitar la puesta de huevos, de manera que se acumulen grandes cantidades de energía metabólica, que al no ser gastadas, desvían la fisiología del organismo hacia la formación de masa muscular y, en menor proporción de tejido adiposo, o sea, a la acumulación de grasa.

## Procedimiento
Para alcanzar este fin, el procedimiento más tradicional u ortodoxo, consiste en "engañar" la fisiología habitual del aparato reproductor de las gallinas, manteniéndolas en la oscuridad y evitando que realicen demasiados movimientos, además de darles una particular alimentación que incluye grano y leche. Las pulardas de mayor calidad proceden de la región de Bresse (Francia), donde la producción de esta ave cuenta con Denominación de Origen Protegida (en francés AOC).
Los procedimientos de engorde en cautividad y penumbra u oscuridad, son archiconocidos desde tiempos ancestrales. Se había notado antaño que la falta de luz propiciaba el engorde. Hoy se sabe que la luz ejerce influencia sobre la hipófisis que activa el funcionamiento hormonal de la gónadas y con ello los cambios metabólicos asociados con la producción proteica y lipídica.
Técnicas más novedosas practican una intervención quirúrgica que extirpa uno de los ovarios de la pollita, el izquierdo, porque el derecho está atrofiado y no es funcional, de esta forma se evita la puesta de huevos, con lo que se obtienen resultados similares a los del método tradicional. Cabe señalar que la castración mediante cirugía es de alta complejidad técnica, que mal aplicada puede provocar hemorragias insalvables que provoquen la muerte del animal y, por ello, requiere las habilidades de un cirujano veterinario. Parece una buena práctica evitar que las pollitas castradas tengan contacto con la luz, de esta manera se reduce considerablemente la regeneración ovárica, fenómeno frecuente por la complejidad en la extirpación de este órgano.
Hay criadores que son partidarios de producir pulardas en un régimen de semilibertad, alegando que el movimiento controlado de los animales contribuye a que la grasa sintetizada producto del exceso de energía metabólica se deposite entre las fibras musculares, logrando una carne más oscura y con grasa infiltrada, de mucha mayor calidad para el propósito que se persigue. 
De cualquier manera, al castrar las hembras, la ausencia de hormonas femeninas, estrógenos, estimula el crecimiento de los huesos largos, obteniéndose con ello que las pulardas sean más altas que las gallinas no castradas. Y quizá el efecto más deseable de la castración sea el provocar que los depósitos de grasa se hagan directamente en la musculatura y no como ocurre de manera natural, que la grasa se acumula bajo la piel y el abdomen del animal. 
La fisiología alterada de la gallina sin ovario, sustituye la génesis lipídica por génesis proteica, gracias a la prolongación del metabolismo habitual en las pollitas jóvenes que genera la ausencia de estrógenos. Las hembras jóvenes con ovarios totalmente maduros y activos provocan que el anabolismo proteico sea sustituido por anabolismo lipídico, la ablación ovárica impide este cambio. Desde luego, cabe aclarar que siempre se sintetizan apreciables cantidades de grasas que no se traslocan y se depositan en el lugar que más conviene, infiltrándose en la masa muscular del ave.

## Manejo alimentario
La alimentación de las pulardas lleva un gran contenido de cereales, generalmente entre el 70 y 80% de las fórmulas del pienso que se les administra. Derivados lácteos, legumbres y vegetales han de estar presentes también en la composición del alimento y nunca en proporciones menores al 5% del peso total de la fórmula. En todos los casos, engordar estas aves debe ser un proceso relativamente lento en bien de la calidad de la carne, por lo que la dieta tendrá un 15% de proteínas y un aporte calórico de energía metabolizable de entre 2.900 y 3.100 kcal/kg.

## Matanza
Las pulardas son sacrificadas cuando alcanzan los tres kilogramos de peso vivo, el doble de una gallina normal, masa que alcanzan con seis o siete meses. Los machos que sufren castración con iguales objetivos que en los de producción de pulardas se denominan capones.